# Le Secret de Baran

Le Secret de Baran (en persan : باران, Bārān) est un film iranien basé sur un scénario de Majid Majidi et réalisé par lui-même en 2001. L’histoire du film se passe durant le temps où un grand nombre de réfugiés afghans vivaient dans les misérables périphériques de Téhéran. Bārān, le film souvent silencieux, remporte de nombreux lauréats nationaux et internationaux pour son scénariste et réalisateur, Majid Majidi.

## Synopsis
Le film est au sujet des étapes de mûrissement du personnage Lateef, et son penchant silencieux pour une réfugiée afghane, Bārān, sur le chantier de construction où il travaille. Il est important de décrire le travail laborieux sur le chantier pour bien apprécier le film. Au moment du déroulement de l’histoire, en 2001, il y a beaucoup de réfugiés afghans en Iran à cause de la guerre avec la Russie et aussi en raison de la dictature du régime Taliban. Il y a de nombreux Afghans qui travaillent sur le chantier pour un plus petit salaire que les travailleurs iraniens. En Iran, des réfugiés afghans ne sont pas autorisés de rester nulle part sauf dans les camps des réfugiés à moins d’une autorisation, alors qu’ils ont toujours besoin de se déplacer entre le camp et le chantier de travail. Les réfugiés afghans ont aussi besoin d’un permis pour travailler au pays mais il est difficile de l’obtenir. Donc, beaucoup d’afghans travaillent illégalement comme nous voyons dans le film. 
Lateef, un Azéri-Iranien, a un boulot facile dans la construction en préparant du thé et du déjeuner. Il a l’habitude de faire des remarques un peu malines que certains personnages comme Faraj n’apprécient guère. Il est aussi très soucieux au sujet de son argent dont il économise chaque enveloppe reçu. Il n’aime pas tellement les pigeons. Un jour, lorsque Lateef arrive au travail, il aperçoit qu’un des travailleurs afghans, Najaf, s’est blessé à la jambe en tombant de la hauteur et il est sur le point d’être envoyé à l’hôpital. Le lendemain, Najaf envoie son fils - Rahmat – au travail, puisqu’il est incapable de travailler avec une jambe cassée, et aussi pour subvenir aux besoins de ses nombreux enfants. Rahmat semble être faible et incapable d’accomplir des lourds travaux physiques sur le chantier de construction. Donc, le contacteur, Memar, donne le travail facile de Lateef à Rahmat et Lateef doit travailler à la construction du bâtiment. 
Lateef est furieux de perdre son travail facile et il n'arrête pas de harceler Rahmat jusqu’à ce qu’à ce qu’un jour il découvre par hasard que Rahmat est, en effet, une jeune fille. Il regrette amèrement ses gestes et pour les réparer il essaie désormais de protéger Rahmat de tous les dérangements causés par Faraj et les inspecteurs sur le chantier de construction.
Plus tard, Memar se voit obliger de renvoyer tous les travailleurs afghans après un malheureux incident et Lateef prend congé pour aller chercher Rahmat. Il y a quelques scènes délicates durant ses tentatives acharnées pour retrouver son amour. Avec le temps, il apprend curieusement être patient avec les pigeons, en commençant par les nourrir. Il essaie aider la famille de Rahmat en leur envoyant de l’argent par le biais de Sultan, mais ce dernier emprunte cet argent pour retourner lui-même en Afghanistan. Par la suite, Lateef vend sa dernière fortune, son certificat de naissance, afin de donner assez d’argent à la famille de Rahmat pour leur retour en Afghanistan (entre-temps il apprend que le vrai prénom de Rahmat est Bārān). A la dernière scène, nous voyons Lateef aider Najaf et Bārān à charger la camionnette louée pour retourner chez eux. Nous voyons aussi une reconnaissance de l’amour entre les deux jeunes gens malgré les contraintes sociales.
Bārān, qui signifie littéralement la pluie, commence à tomber lorsque Bārān est sur le point de quitter pour Afghanistan.

## Commentaire
Il y a plusieurs références aux traditions littéraires et mystiques iraniennes. L’itinéraire de l’histoire est semblable à suivre le chemin mystique mené à la Bien-aimée/Divine dans le soufisme, en supportant le reproche, et le blâme des autres (voir aussi Malamati). Un autre signe du chemin mystique est la rencontre de Lateef avec le cordonnier afghan, qui symbolise une similitude frappante avec le fameux poète soufi, Rumi. Ainsi la vente du certificat de naissance par Lateef afin de procurer de l’argent pour la famille de Rahmat/Bārān se réfère à la perte d’identité en quête de l’union. Des autres références à la littérature persane sont la vision de l’amour inatteignable dans une réflexion du miroir (que Lateef a eu par la chambre où Bārān préparait du thé), et nourrir les pigeons en référant au poème connu de Attar, « La conférence des oiseaux » (Manteq aṭ-Ṭayr مقامات الطیور).

## Fiche technique
- Titre : Le Secret de Baran
- Titre original : باران (Bārān)
- Réalisateur et scénariste : Majid Majidi
- Genre : drame social
- Langue : dari et persan
- Date de sortie : 2001
- Durée : 94 min.
- Pays : Iran

## Distribution
- Hossein Abedini : Lateef
- Zahra Bahrami : Bārān
- Mohammad Amir Najie : Memar
- Hossein Mahjoub : Commerçant de bric-à-brac
- Abbas Rahimi : Sultan
- Gholam Ali Bakhshi : Najaf
- Jafar Tawakoli : Inspecteur
- Yadollah Hedayati : Chef des travailleurs Lors
- Parviz Larijani : Propriétaire du magasin
- Mahmoud Behraznia : Contracteur du bâtiment
- Pasha Barabadi : Inspecteur
- Kamal Parto : Inspecteur
- Maghsood Moghadan : Chef des travailleurs Turcs
- Peiman Daraian : Ingénieur du bâtiment
- Mohammadollah Dad : intermédiaire au Bazar

## Lauréats
- Le grand prix 2001 des Amériques pour le meilleur film au Festival des films du monde de Montréal[1].